# Lithocarpus irwinii
Lithocarpus irwinii är en bokväxtart som först beskrevs av Henry Fletcher Hance, och fick sitt nu gällande namn av Alfred Rehder. Lithocarpus irwinii ingår i släktet Lithocarpus och familjen bokväxter. Inga underarter finns listade.